# 無人水陸両用車
無人水陸両用車（むじんすいりくりょうようしゃ）は、日本の防衛省が開発・試作を予定している無人地上車両（UGV）。

## 概要
陸上自衛隊の水陸機動団にて水陸両用車のAAV7を装備しているが、これは1960年代に設計された車両であり性能が十分とは言い難いとされ、防衛装備庁では、2017 - 2022年度にかけて「将来水陸両用技術の研究」事業が行われた。ただし、この時は有人車両として研究されている。この研究においては、水際機動力(海岸の踏破力)の向上、海上での高速航行能力、乗員の安全性の確保の3点が大きく取り上げられた。特に水際機動力の向上は、サンゴ礁の多い南西諸島での島嶼奪還作戦において水陸両用車を運用するため重視された。AAV7のサンゴ礁などの突破能力はあまり高くなく、水陸両用車を国産する必要性があるとされた。さらに、上陸に際して敵から集中攻撃が行われ、大きな損害を被る可能性もあった。
その後2024年度予算に開発関連経費の一部として200億円が計上された。サンゴ礁の突破能力を有し、島嶼部のあらゆる正面から上陸が可能な車両とされた。搭載火器は遠隔操作も可能。運用構想として、島嶼部が敵に占拠された際、本車を上陸させて前進拠点を確保したり、味方部隊に補給品などを輸送することが想定されている。実用化されたとすると、港湾などの使用に制約がある場合でも、補給品を迅速に輸送することが可能となる。
また、有人車両と無人車両を開発し、有人車両から複数の無人車両を遠隔操作することを視野に入れているとされる。島嶼の奪回作戦では、まず無人車両が前衛部隊として突入し、自律的な機動や火力を発揮。輸送作戦では、有人車両が無人車両を統制してコンボイ（車列）輸送を行うことも想定されている。
防衛省によると、「機動性能」や「無人化の可否」といった要求性能を満たすことを確認できたため、国内開発を決定したいう。量産単価は約8.8億円、ライフサイクルコストは約2822億円と見込んでおり、引き続き精査していくとしている。また、総事業費は後年度負担額も含め約211億円とされる。
今後、2024年度から2025年度まで開発試作が実施される予定。2028年度を目途に装備化を目指す方針である。